# Марко Марков (лекар)
Марко Антонов Марков е български онколог. Работата му е насочена главно в борбата срещу рака на женските полови органи.

## Биография
Роден е на 25 август 1921 г. в Стара Загора. Завършва медицина в София през 1947 г. По време на следването си заработва пари като цигулар в симфоничен оркестър. Специализира акушерство и гинекология. Изучава активно и чужди езици, като владее отлично немски и италиански език.
Той е един от малкото и първи хирурзи в България, които извършват най-тежката и сложна операция в гинекологията при рак на маточната шийка – операцията на Вертхайм.
В продължение на 19 години служи като главен лекар на Окръжен онкологичен диспансер във Варна. Именно там за пръв път в България е въведена цитонамазката като рутинна практика. През 1971 г. е удостоен със званието „кандидат на медицинските науки“ след успешна защита на дисертационен труд по цитология. Оперира в Германия и Италия. Автор е и на едно изобретение в областта на онкогинекологията.
Впоследствие е приет за член на Съюза на научните работници в България, както и за член на Международната академия по цитология в Канада. Има отпечатани общо 53 научни труда, 14 от които в Германия, Полша и САЩ.
Марков е дълги години преподавател в училището за акушерки, по-късно медицински колеж към ВМИ – Варна. През 1994 г. основава фондация „Онкология“, имаща за цел да подпомага онкоболните в областта.
Умира на 22 ноември 1995 г. През 2003 г. Онкологичният диспансер (днес Онкологична болница (СБАЛОЗ – Варна)) във Варна е кръстен в негова чест. През 2010 г., с решение на Общинския съвет на Варна, улица 118 в ж.к. „Бриз“ е преименувана на ул. д-р Марко А.Марков.